# Белмонт (Нью-Йорк)
Белмонт (англ. Belmont) — селище (англ. village) в США, в окрузі Аллегені штату Нью-Йорк. Населення — 856 осіб (2020).

## Географія
Белмонт розташований за координатами 42°13′12″ пн. ш. 78°1′51″ зх. д. / 42.22000° пн. ш. 78.03083° зх. д. (42.220105, -78.030794).  За даними Бюро перепису населення США в 2010 році селище мало площу 2,58 км², з яких 2,58 км² — суходіл та 0,00 км² — водойми.

## Демографія
Згідно з переписом 2010 року, у селищі мешкало 969 осіб у 410 домогосподарствах у складі 245 родин. Густота населення становила 375 осіб/км².  Було 455 помешкань (176/км²).
Расовий склад населення:
| - 96,8 % — білих - 0,6 % — чорних або афроамериканців - 0,5 % — корінних американців - 0,1 % — азіатів |

До двох чи більше рас належало 2,0 %. Частка іспаномовних становила 1,1 % від усіх жителів.
За віковим діапазоном населення розподілялося таким чином: 24,3 % — особи молодші 18 років, 60,1 % — особи у віці 18—64 років, 15,6 % — особи у віці 65 років та старші. Медіана віку мешканця становила 39,8 року. На 100 осіб жіночої статі у селищі припадало 94,2 чоловіків;  на 100 жінок у віці від 18 років та старших — 87,7 чоловіків також старших 18 років.
Середній дохід на одне домашнє господарство  становив 46 402 долари США (медіана — 40 000), а середній дохід на одну сім'ю — 61 153 долари (медіана — 54 792). Медіана доходів становила 46 016 доларів для чоловіків та 28 750 доларів для жінок. За межею бідності перебувало 14,4 % осіб, у тому числі 13,5 % дітей у віці до 18 років та 7,6 % осіб у віці 65 років та старших.
Цивільне працевлаштоване населення становило 428 осіб. Основні галузі зайнятості: освіта, охорона здоров'я та соціальна допомога — 28,7 %, публічна адміністрація — 16,4 %, роздрібна торгівля — 8,9 %, транспорт — 7,5 %.